# Dendrophthora elegantissima
Dendrophthora elegantissima är en sandelträdsväxtart som beskrevs av J. Kuijt. Dendrophthora elegantissima ingår i släktet Dendrophthora och familjen sandelträdsväxter. Inga underarter finns listade i Catalogue of Life.